# 紀艾希
紀艾希（1990年7月4日—），臺灣女藝人、演員、模特兒，本名廖方舲，出生於台灣台北市。

## 演藝生涯
紀艾希最早曾參與「決戰第一名」第二季選拔，後於2009年報名明星藝能學園的歌唱班；在當中Model課程即將結束時，她被伊林娛樂總經理陳婉若發掘，從此加入伊林旗下。
2012年，紀艾希與同公司Model組成「空姐時代」代言線上遊戲《神魔online：信仰之翼》、「AXE 21」代言男性香氛用品 。2013年，她再度與同公司模特兒合作推出「Eelin Girl撲克牌」並以「體操女孩」角色登場。2016年，紀艾希將藝名由早期慣用的「Ring」、「方舲」改為「紀艾希」，並轉型進軍戲劇領域；2017年10月24日，她參演的首部戲劇「破網時刻」開鏡。

## 影視相關作品

### 電視劇
| 年份 | 電視台                           | 劇名           | 角色     |
| 2009 | 中視                             | 閃亮的日子     | 青青     |
| 2018 | 公視                             | 我們與惡的距離 | 英文記者 |
| 2019 | 衛視中文台、FOX+、WeTV、騰訊視頻 | 遺失的1/2      | 學姐     |
| 2020 | TVBS歡樂台、愛奇藝台灣站         | 墜愛           | 林潔     |
| 2020 |                                  | 記憶浮島       | 黃怡寧   |

### 電影
- 2014年 《72小時煞到你》
- 2014年 《閨蜜》
- 2018年 《叱吒風雲》
- 2019年 《瘋狂電視台瘋電影》

### 網路劇演出
| 年份   | 播出頻道 | 劇名     | 角色   | 合作演員                     | 備註                       |
| 2015年 |          | 王牌御史 |        |                              |                            |
| 2020年 | myVideo  | 記憶浮島 | 黃怡寧 |                              |                            |
| 停拍中 |          | 破網時刻 |        | 李毓芬、許明杰、林子閎、姚蜜 | 女配角，女子萌萌足球隊成員 |

### 舞台劇
- 2016年 《瘋狂伸展台》

## 代言與活動

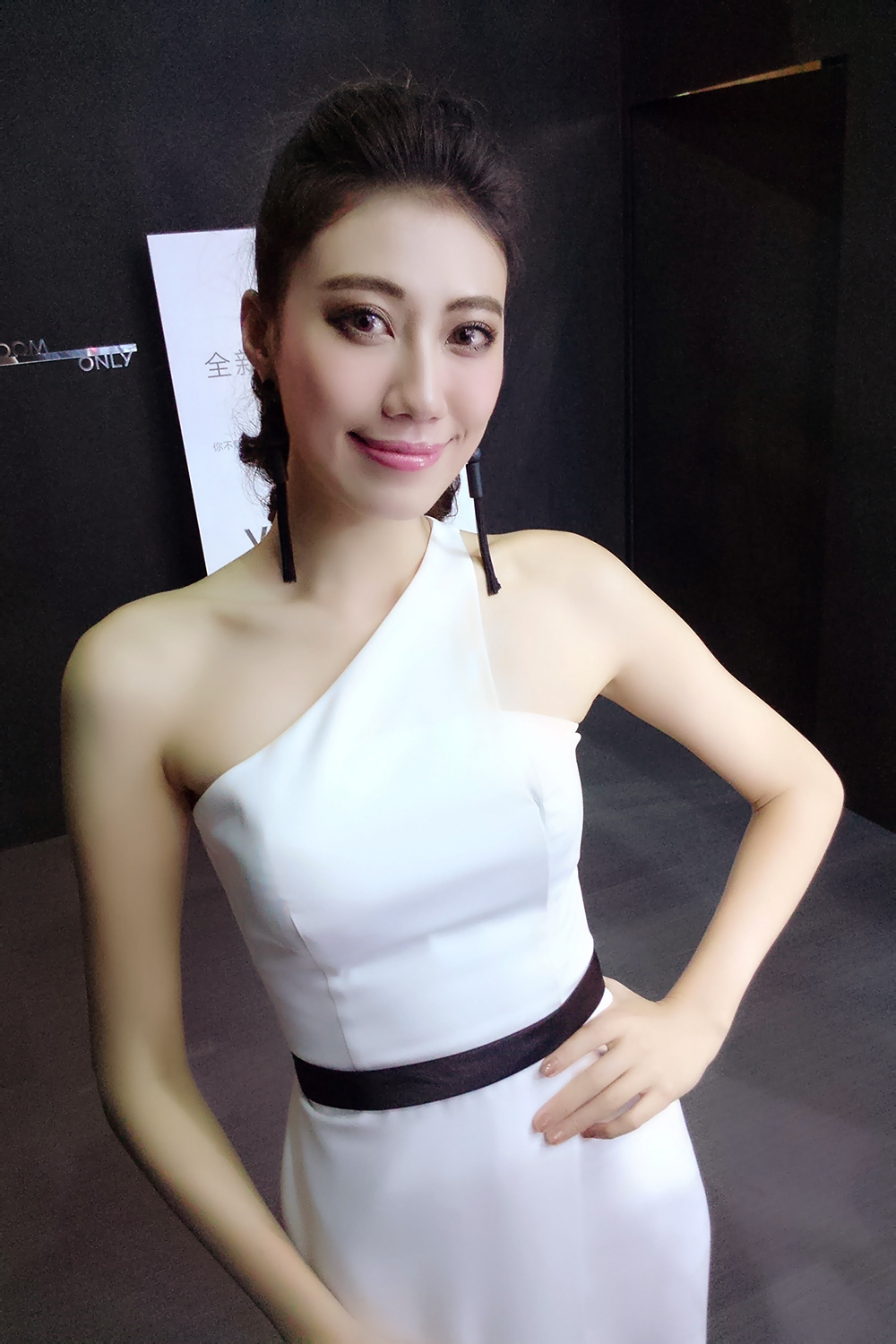
紀艾希於2018年的台北車展

### 展場活動
| 2014年 | 《台北車展》 | FORD     |
| 2016年 | 《台北車展》 | NISSAN   |
| 2018年 | 《台北車展》 | INFINITI |

### 記者發表會
| 2016年 | 《SONY》 | SONY Xperia XZ 台灣上市發表會 |

### 代言和活動出席
| 年份 | 代言 | 活動出席                                                                                           |
| ---- | ---- | -------------------------------------------------------------------------------------------------- |
| 2017 |      | - 17直播春酒記者會 - 2017微風之夜 - 2017挺挺動物生活節嘉年華 - 2017統一集團愛·Sharing 快閃宣傳活動 |

## 出版作品
- 伊林娛樂「Eelin Girl撲克牌」 [9]
- 健身書《蜜桃臀這樣練》

## 外部連結
- 紀艾希的Facebook專頁
- 紀艾希的Instagram帳戶